# Bergama
Bergama este un oraș din Turcia în districtul İzmir. Se află lângă Marea Egee, la o altitudine de 68 m deasupra nivelului mării. Are o suprafață de 1.544 km². Populația este de 105.754 locuitori, determinată în 2022, prin Sistemul de Înregistrare a Populației pe bază de Adresă[*]. Prin excluderea zonei metropolitane a Izmirului, este unul dintre districtele importante ale provinciei din punct de vedere al populației și este în mare parte urbanizat la o rată de 53,6%. Centrul Bergama este situat la o distanță de 118 km (73 mi) spre nord de punctul de plecare al centrului tradițional din İzmir (Piața Konak din Konak, İzmir) și se află la o distanță de 27 km (17 mi) în interior de cea mai apropiată coastă din orașul Dikili la vest. Zona districtului Bergama se învecinează cu zonele a trei districte ale provinciei Balıkesir la nord, și anume Ayvalık, Burhaniye și İvrindi, districtul Kınık din provincia İzmir și districtul provincia Manisa din Soma la est, în timp ce la sud se învecinează cu districtul Yunusemre din Manisa. Provincia și alte două districte din provincia İzmir de-a lungul coastei, care sunt Aliağa și Dikili de la sud spre vest. Caracteristicile fizice ale zonei districtului sunt determinate de câmpia aluvionară a râului Bakırçay.

## Nume
Numele Bergama, precum și predecesorul său antic Pergamon,[4] sunt considerate a fi legate de și mai vechiul adjectiv în limba luwiană „parrai” (echivalent în limba hitită; „parku”), care înseamnă „înalt” în aceeași ordine de idei cu fiind rădăcina etimologică a unui număr de alte orașe antice din Anatolia.[5] Forma în limba greacă veche și modernă a numelui este greacă: Πέργαμος. În limba turcă, a fost adaptat la Bergama. Numele de Pergamos derivă de la Perga (ca keramos din kera=pământ, lut), deși un autor turc Özhan Öztürk susține că Bergama înseamnă „așezare/bază înaltă” în limba hitită [necesită citare], în timp ce Argoma (Suluova modernă) în Amasya înseamnă „așezare de graniță” la granița hitit-kaskia.[6]

## Caracteristici generale
În prezent, cunoscut pentru bumbac, aur și covoare fine, orașul a fost centrul cultural antic grec și roman din Pergamon; bogăția sa de ruine antice continuă să atragă astăzi un interes turistic considerabil, deși celebrul său templu a fost mutat la Muzeul Pergamon, din Berlin, Germania.